# ブータンのイスラム教
本項目ではブータンのイスラム教について記述する。

## 概要
ザ・ワールド・ファクトブックはムスリムが総人口の1%にも満たないとしている。ピュー研究所も2009年、総人口の1%に当たる7000人がムスリムと推定。なおブータンは仏教のみを宗教と認識しており、イスラム教は認識されていない。